# BMW X2
De BMW X2 is een compacte SUV van de Duitse autofabrikant BMW die sinds 2017 wordt geproduceerd. De X2 wordt door BMW neergezet als een sportiever en minder praktisch model in de X-serie.

## Eerste generatie (F39; 2017-2023)
De eerste generatie werd geïntroduceerd in 2017 en heeft als codenaam F39.

### Technisch
De X2 is gebouwd op het BMW UKL-platform, net als de X1 en Mini Countryman. BMW biedt een 1,5- en 2,0-liter benzine- en dieselmotor, en vanaf begin 2020 ging het bedrijf ook een plug-inhybride fabriceren. De auto wordt naast de Mini vanaf 2018 gebouwd in de Duitse stad Regensburg.
In september 2020 kwam BMW met een zogeheten M Mesh Edition, die uitsluitend visueel is gewijzigd.
De X2 wordt aangeboden in de uitvoeringen standaard, M Sport en M Sport X. De M Sport-modellen hebben grotere wielen (48 cm) en zijn met 10 mm verlaagd.

### Motoren
|                     | sDrive18i           | xDrive20i           | sDrive20i           | M35i                |
| ------------------- | ------------------- | ------------------- | ------------------- | ------------------- |
| Bouwjaar            | sinds november 2020 | sinds november 2020 | sinds november 2020 | sinds november 2020 |
| Motorinhoud         | 1499 cm3            | 1998 cm3            | 1998 cm3            | 1998 cm3            |
| Vermogen            | 100 kW 220 Nm       | 131 kW 280 Nm       | 131 kW 280 Nm       | 225 kW 450 Nm       |
| 0-100 km/h (s)      | 9,6                 | 7,6                 | 7,3                 | 4,9                 |
| Topsnelheid (km/h)  | 205                 | 227                 | 224                 | 250                 |
| Verbruik (l/100 km) | 5,6                 | 5,8                 | 6,3                 | 6,6                 |
| CO2-emissie (g/km)  | 128                 | 132                 | 143                 | 151                 |

|                     | xDrive18d        | sDrive18d        | xDrive20d        | sDrive20d        | xDrive25d        |
| ------------------- | ---------------- | ---------------- | ---------------- | ---------------- | ---------------- |
| Bouwjaar            | sinds maart 2020 | sinds maart 2020 | sinds maart 2020 | sinds maart 2020 | sinds maart 2020 |
| Motorinhoud         | 1995 cm3         | 1995 cm3         | 1995 cm3         | 1995 cm3         | 1995 cm3         |
| Vermogen            | 110 kW 350 Nm    | 110 kW 350 Nm    | 140 kW 400 Nm    | 140 kW 400 Nm    | 170 kW 450 Nm    |
| 0-100 km/h (s)      | 9,3              | 9,2              | 7,9              | 7,7              | 6,6              |
| Topsnelheid (km/h)  | 207              | 206              | 224              | 221              | 237              |
| Verbruik (l/100 km) | 4,5              | 4,9              | 4,4              | 4,6              | 4,8              |
| CO2-emissie (g/km)  | 114              | 128              | 115              | 122              | 127              |

|                     | xDrive25e       | xDrive25e       |
| ------------------- | --------------- | --------------- |
| Bouwjaar            | sinds juli 2020 | sinds juli 2020 |
| Motortype           | benzinemotor    | elektromotor    |
| Vermogen            | 92 kW 220 Nm    | 70 kW 165 Nm    |
| Totale vermogen     | 162 kW 385 Nm   | 162 kW 385 Nm   |
| 0-100 km/h (s)      | 6,8             | 6,8             |
| Topsnelheid (km/h)  | 195             | 195             |
| Verbruik (l/100 km) | 1,9             | 1,9             |
| CO2-emissie (g/km)  | 43              | 43              |

### Galerij

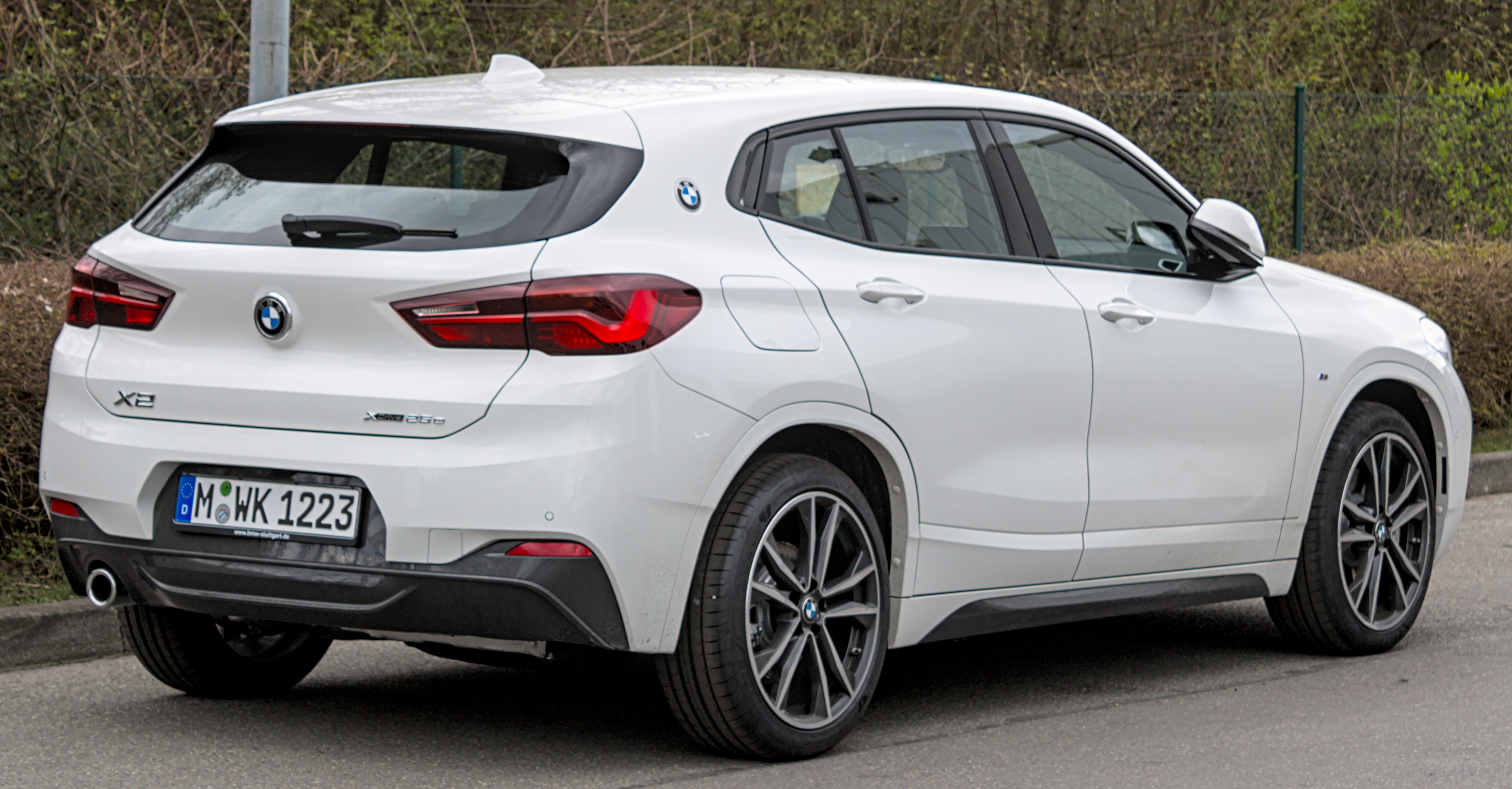
Achteraanzicht
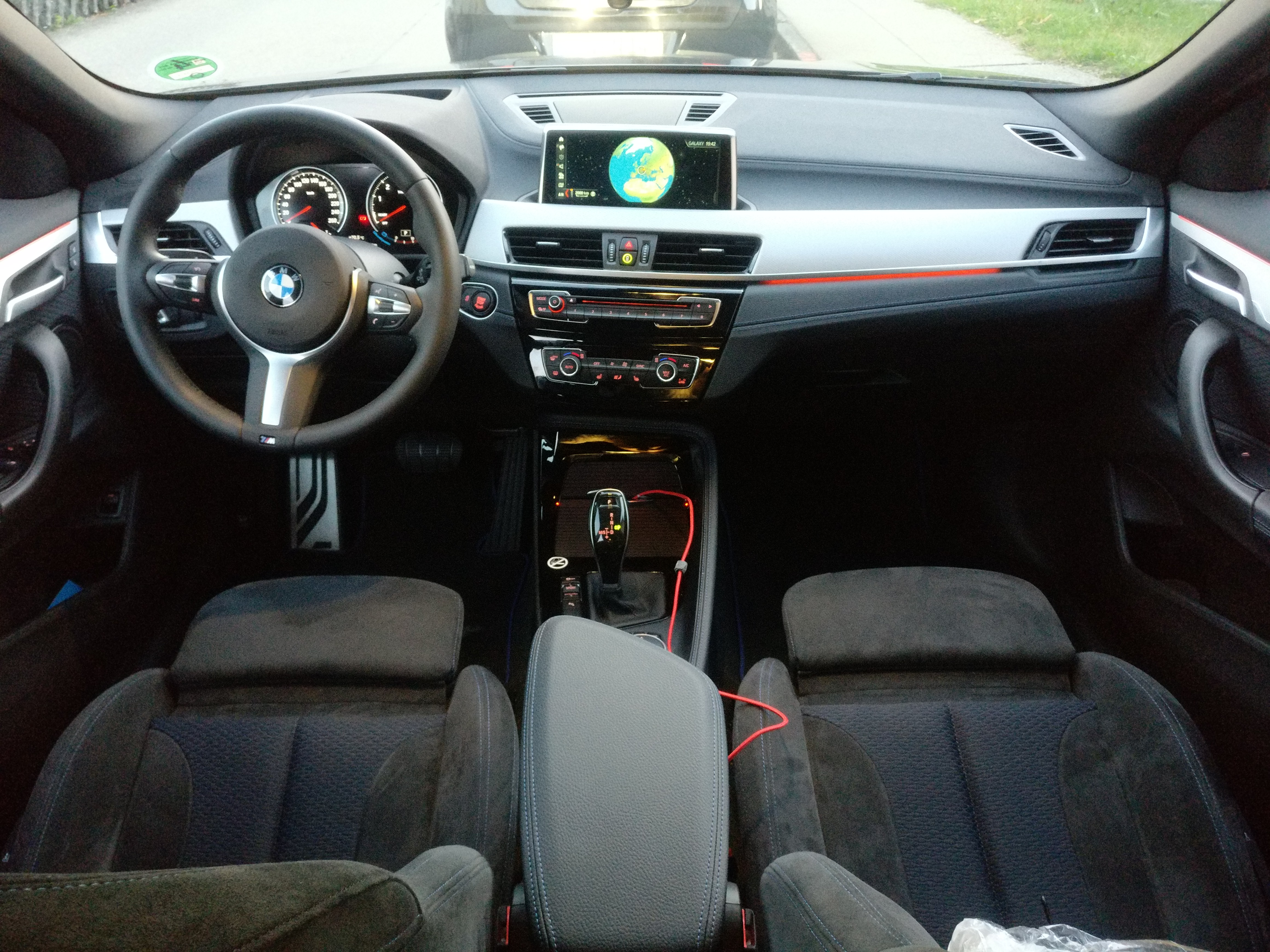
Interieur
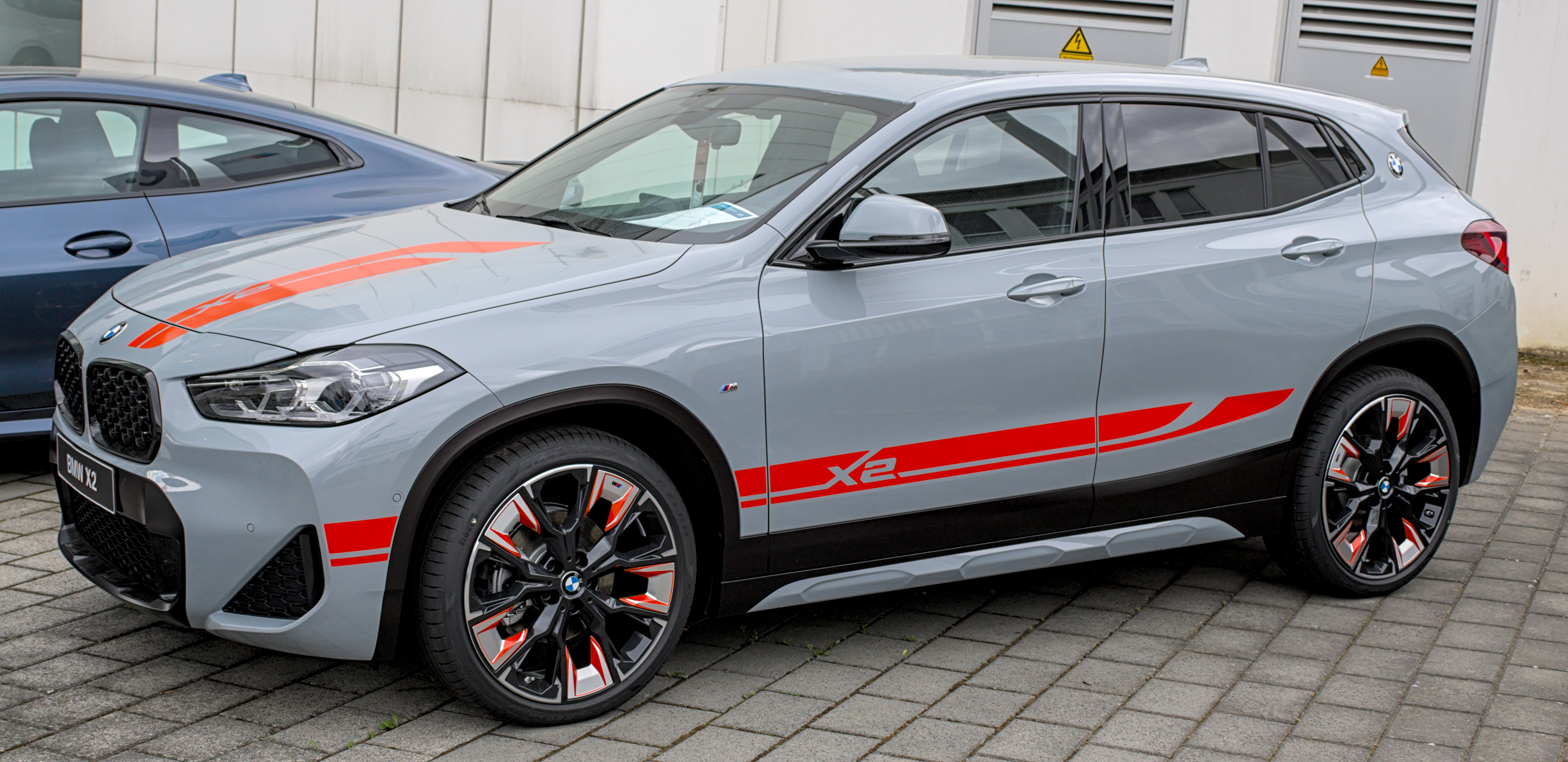
M Mesh Edition

## Tweede generatie (U10; 2024-heden)
De tweede generatie werd geïntroduceerd in 2023 komt vanaf 2024 op de markt. De auto heeft als codenaam U10.

### Technisch
Net als zijn voorganger is de U10 zowel beschikbaar als voor- en vierwielaandrijving/xDrive. De verbrandingsmotoren zijn gekoppeld aan een zeventraps automatische transmissie. Er is keuze uit twee benzinemotoren, een dieselmotor en een volledig elektrische aandrijflijn. De auto wordt geassembleerd in de Duitse stad Regensburg.

### Motoren
|                          | X2 sDrive20i  | X2 sDrive20i | X2 M35i xDrive |       |
| ------------------------ | ------------- | ------------ | -------------- | ----- |
| Bouwjaar                 | 2024-         | 2024-        | 2024-          | 2024- |
| Motortype                | benzine       | elektrisch   | benzine        |       |
| Motorinhoud              | 1499 cm3      | -            | 1998 cm3       |       |
| Vermogen                 | 170 kW 280 Nm | 55 Nm        | 300 kW 400 Nm  |       |
| 0-100 km/h (s)           | 8,3           | 8,3          | 5,4            |       |
| Topsnelheid (km/h)       | 213           | 213          | 250            |       |
| Verbruik WLTP (l/100 km) | 6,5 - 6       | 6,5 - 6      | 8 - 7,7        |       |
| CO2-emissie WLTP (g/km)  | 148 - 136     | 148 - 136    | 181 - 174      |       |

|                          | X2 sDrive18d  | X2 xDrive20d  | X2 xDrive20d |
| ------------------------ | ------------- | ------------- | ------------ |
| Bouwjaar                 | 2024-         | 2024-         | 2024-        |
| Motortype                | diesel        | diesel        | elektrisch   |
| Motorinhoud              | 1995 cm3      | 1995 cm3      | -            |
| Vermogen                 | 150 kW 360 Nm | 150 kW 360 Nm | 15 kW 55 Nm  |
| 0-100 km/h (s)           | 8,9           | 8,6           | 8,6          |
| Topsnelheid (km/h)       | 210           | 207           | 207          |
| Verbruik WLTP (l/100 km) | 5,5 - 5,1     | 5,2 - 4,8     | 5,2 - 4,8    |
| CO2-emissie WLTP (g/km)  | 143 - 133     | 136 - 125     | 136 - 125    |

|                            | iX2 eDrive20  | iX2 xDrive30  |
| -------------------------- | ------------- | ------------- |
| Bouwjaar                   | 2024-         | 2024-         |
| Motortype                  | elektromotor  | elektromotor  |
| Vermogen                   | 204 kW 250 Nm | 313 kW 494 Nm |
| 0-100 km/h (s)             | 8,6           | 5,6           |
| Topsnelheid (km/h)         | 170           | 180           |
| Verbruik WLTP (kWh/100 km) | 16,9 - 15,3   | 17,7 - 16,3   |
| Rijbereik WLTP (km)        | 439 - 478     | 417 - 449     |

## Tijdlijn
| BMW-modellen van 1952 tot heden | BMW-modellen van 1952 tot heden | BMW-modellen van 1952 tot heden | BMW-modellen van 1952 tot heden | BMW-modellen van 1952 tot heden | BMW-modellen van 1952 tot heden | BMW-modellen van 1952 tot heden | BMW-modellen van 1952 tot heden | BMW-modellen van 1952 tot heden | BMW-modellen van 1952 tot heden | BMW-modellen van 1952 tot heden | BMW-modellen van 1952 tot heden | BMW-modellen van 1952 tot heden | BMW-modellen van 1952 tot heden | BMW-modellen van 1952 tot heden | BMW-modellen van 1952 tot heden | BMW-modellen van 1952 tot heden | BMW-modellen van 1952 tot heden | BMW-modellen van 1952 tot heden | BMW-modellen van 1952 tot heden | BMW-modellen van 1952 tot heden | BMW-modellen van 1952 tot heden | BMW-modellen van 1952 tot heden | BMW-modellen van 1952 tot heden | BMW-modellen van 1952 tot heden | BMW-modellen van 1952 tot heden | BMW-modellen van 1952 tot heden | BMW-modellen van 1952 tot heden | BMW-modellen van 1952 tot heden | BMW-modellen van 1952 tot heden | BMW-modellen van 1952 tot heden | BMW-modellen van 1952 tot heden | BMW-modellen van 1952 tot heden | BMW-modellen van 1952 tot heden | BMW-modellen van 1952 tot heden | BMW-modellen van 1952 tot heden | BMW-modellen van 1952 tot heden | BMW-modellen van 1952 tot heden | BMW-modellen van 1952 tot heden | BMW-modellen van 1952 tot heden | BMW-modellen van 1952 tot heden | BMW-modellen van 1952 tot heden | BMW-modellen van 1952 tot heden | BMW-modellen van 1952 tot heden | BMW-modellen van 1952 tot heden | BMW-modellen van 1952 tot heden | BMW-modellen van 1952 tot heden | BMW-modellen van 1952 tot heden | BMW-modellen van 1952 tot heden | BMW-modellen van 1952 tot heden | BMW-modellen van 1952 tot heden | BMW-modellen van 1952 tot heden | BMW-modellen van 1952 tot heden | BMW-modellen van 1952 tot heden | BMW-modellen van 1952 tot heden | BMW-modellen van 1952 tot heden | BMW-modellen van 1952 tot heden | BMW-modellen van 1952 tot heden | BMW-modellen van 1952 tot heden | BMW-modellen van 1952 tot heden | BMW-modellen van 1952 tot heden | BMW-modellen van 1952 tot heden | BMW-modellen van 1952 tot heden | BMW-modellen van 1952 tot heden | BMW-modellen van 1952 tot heden | BMW-modellen van 1952 tot heden | BMW-modellen van 1952 tot heden | BMW-modellen van 1952 tot heden | BMW-modellen van 1952 tot heden | BMW-modellen van 1952 tot heden | BMW-modellen van 1952 tot heden | BMW-modellen van 1952 tot heden | BMW-modellen van 1952 tot heden | BMW-modellen van 1952 tot heden | BMW-modellen van 1952 tot heden | BMW-modellen van 1952 tot heden | BMW-modellen van 1952 tot heden |
| ------------------------------- | ------------------------------- | ------------------------------- | ------------------------------- | ------------------------------- | ------------------------------- | ------------------------------- | ------------------------------- | ------------------------------- | ------------------------------- | ------------------------------- | ------------------------------- | ------------------------------- | ------------------------------- | ------------------------------- | ------------------------------- | ------------------------------- | ------------------------------- | ------------------------------- | ------------------------------- | ------------------------------- | ------------------------------- | ------------------------------- | ------------------------------- | ------------------------------- | ------------------------------- | ------------------------------- | ------------------------------- | ------------------------------- | ------------------------------- | ------------------------------- | ------------------------------- | ------------------------------- | ------------------------------- | ------------------------------- | ------------------------------- | ------------------------------- | ------------------------------- | ------------------------------- | ------------------------------- | ------------------------------- | ------------------------------- | ------------------------------- | ------------------------------- | ------------------------------- | ------------------------------- | ------------------------------- | ------------------------------- | ------------------------------- | ------------------------------- | ------------------------------- | ------------------------------- | ------------------------------- | ------------------------------- | ------------------------------- | ------------------------------- | ------------------------------- | ------------------------------- | ------------------------------- | ------------------------------- | ------------------------------- | ------------------------------- | ------------------------------- | ------------------------------- | ------------------------------- | ------------------------------- | ------------------------------- | ------------------------------- | ------------------------------- | ------------------------------- | ------------------------------- | ------------------------------- | ------------------------------- | ------------------------------- | ------------------------------- | ------------------------------- | ------------------------------- |
| Type                            | Serie                           | Jaren 50                        | Jaren 50                        | Jaren 50                        | Jaren 50                        | Jaren 50                        | Jaren 50                        | Jaren 50                        | Jaren 50                        | Jaren 60                        | Jaren 60                        | Jaren 60                        | Jaren 60                        | Jaren 60                        | Jaren 60                        | Jaren 60                        | Jaren 60                        | Jaren 60                        | Jaren 60                        | Jaren 70                        | Jaren 70                        | Jaren 70                        | Jaren 70                        | Jaren 70                        | Jaren 70                        | Jaren 70                        | Jaren 70                        | Jaren 70                        | Jaren 70                        | Jaren 80                        | Jaren 80                        | Jaren 80                        | Jaren 80                        | Jaren 80                        | Jaren 80                        | Jaren 80                        | Jaren 80                        | Jaren 80                        | Jaren 80                        | Jaren 90                        | Jaren 90                        | Jaren 90                        | Jaren 90                        | Jaren 90                        | Jaren 90                        | Jaren 90                        | Jaren 90                        | Jaren 90                        | Jaren 90                        | Jaren 00                        | Jaren 00                        | Jaren 00                        | Jaren 00                        | Jaren 00                        | Jaren 00                        | Jaren 00                        | Jaren 00                        | Jaren 00                        | Jaren 00                        | Jaren 10                        | Jaren 10                        | Jaren 10                        | Jaren 10                        | Jaren 10                        | Jaren 10                        | Jaren 10                        | Jaren 10                        | Jaren 10                        | Jaren 10                        | Jaren 20                        | Jaren 20                        | Jaren 20                        | Jaren 20                        | Jaren 20                        |                                 |                                 |
| Type                            | Serie                           | 2                               | 3                               | 4                               | 5                               | 6                               | 7                               | 8                               | 9                               | 0                               | 1                               | 2                               | 3                               | 4                               | 5                               | 6                               | 7                               | 8                               | 9                               | 0                               | 1                               | 2                               | 3                               | 4                               | 5                               | 6                               | 7                               | 8                               | 9                               | 0                               | 1                               | 2                               | 3                               | 4                               | 5                               | 6                               | 7                               | 8                               | 9                               | 0                               | 1                               | 2                               | 3                               | 4                               | 5                               | 6                               | 7                               | 8                               | 9                               | 0                               | 1                               | 2                               | 3                               | 4                               | 5                               | 6                               | 7                               | 8                               | 9                               | 0                               | 1                               | 2                               | 3                               | 4                               | 5                               | 6                               | 7                               | 8                               | 9                               | 0                               | 1                               | 2                               | 3                               | 4                               |                                 |                                 |
| Dwergauto                       | Iso                             |                                 |                                 |                                 | Isetta                          | Isetta                          | Isetta                          | Isetta                          | Isetta                          | Isetta                          | Isetta                          | Isetta                          |                                 |                                 |                                 |                                 |                                 |                                 |                                 |                                 |                                 |                                 |                                 |                                 |                                 |                                 |                                 |                                 |                                 |                                 |                                 |                                 |                                 |                                 |                                 |                                 |                                 |                                 |                                 |                                 |                                 |                                 |                                 |                                 |                                 |                                 |                                 |                                 |                                 |                                 |                                 |                                 |                                 |                                 |                                 |                                 |                                 |                                 |                                 |                                 |                                 |                                 |                                 |                                 |                                 |                                 |                                 |                                 |                                 |                                 |                                 |                                 |                                 |                                 |                                 |                                 |
| Miniklasse                      |                                 |                                 |                                 |                                 |                                 |                                 | 600                             | 600                             | 600                             |                                 |                                 |                                 |                                 |                                 |                                 |                                 |                                 |                                 |                                 |                                 |                                 |                                 |                                 |                                 |                                 |                                 |                                 |                                 |                                 |                                 |                                 |                                 |                                 |                                 |                                 |                                 |                                 |                                 |                                 |                                 |                                 |                                 |                                 |                                 |                                 |                                 |                                 |                                 |                                 |                                 |                                 |                                 |                                 |                                 |                                 |                                 |                                 |                                 |                                 |                                 |                                 |                                 |                                 |                                 |                                 |                                 |                                 |                                 |                                 |                                 |                                 |                                 |                                 |                                 |                                 |                                 |
| Compacte klasse                 |                                 |                                 |                                 |                                 |                                 |                                 |                                 |                                 | 700                             | 700                             | 700                             | 700                             | 700                             | 700                             | 700                             |                                 |                                 |                                 |                                 |                                 |                                 |                                 |                                 |                                 |                                 |                                 |                                 |                                 |                                 |                                 |                                 |                                 |                                 |                                 |                                 |                                 |                                 |                                 |                                 |                                 |                                 |                                 |                                 |                                 |                                 |                                 |                                 |                                 |                                 |                                 |                                 |                                 |                                 |                                 |                                 |                                 |                                 |                                 |                                 |                                 |                                 |                                 | i3 (I01)                        | i3 (I01)                        | i3 (I01)                        | i3 (I01)                        | i3 (I01)                        | i3 (I01)                        | i3 (I01)                        | i3 (I01)                        | i3 (I01)                        | i3 (I01)                        |                                 |                                 |                                 |                                 |
| Compacte middenklasse           | 1                               |                                 |                                 |                                 |                                 |                                 |                                 |                                 |                                 |                                 |                                 |                                 |                                 |                                 |                                 |                                 |                                 |                                 |                                 |                                 | 02 touring                      | 02 touring                      | 02 touring                      | 02 touring                      |                                 |                                 |                                 |                                 |                                 |                                 |                                 |                                 |                                 |                                 |                                 |                                 |                                 |                                 |                                 |                                 |                                 |                                 |                                 | E36 compact                     | E36 compact                     | E36 compact                     | E36 compact                     | E36 compact                     | E36 compact                     | E36 compact                     | E46 compact                     | E46 compact                     | E46 compact                     | E46 compact                     | E81/E82 /E87/E88                | E81/E82 /E87/E88                | E81/E82 /E87/E88                | E81/E82 /E87/E88                | E81/E82 /E87/E88                | E81/E82 /E87/E88                | E81/E82 /E87/E88                | F20/F21                         | F20/F21                         | F20/F21                         | F20/F21                         | F20/F21                         | F20/F21                         | F20/F21                         | F40                             | F40                             | F40                             | F40                             | F40                             | F40                             |                                 |                                 |
| Compacte middenklasse           | 2                               |                                 |                                 |                                 |                                 |                                 |                                 |                                 |                                 |                                 |                                 |                                 |                                 |                                 |                                 |                                 |                                 |                                 |                                 |                                 |                                 |                                 |                                 |                                 |                                 |                                 |                                 |                                 |                                 |                                 |                                 |                                 |                                 |                                 |                                 |                                 |                                 |                                 |                                 |                                 |                                 |                                 |                                 |                                 |                                 |                                 |                                 |                                 |                                 |                                 |                                 |                                 |                                 |                                 |                                 |                                 |                                 |                                 |                                 |                                 |                                 |                                 |                                 |                                 |                                 |                                 |                                 |                                 | F44                             | F44                             | F44                             | F44                             | F44                             | F44                             |                                 |                                 |
| Middenklasse                    | 3                               |                                 |                                 |                                 |                                 |                                 |                                 |                                 |                                 |                                 |                                 |                                 |                                 |                                 |                                 | 1602/1802/2002                  | 1602/1802/2002                  | 1602/1802/2002                  | 1602/1802/2002                  | 1602/1802/2002                  | 1602/1802/2002                  | 1602/1802/2002                  | 1602/1802/2002                  | 1602/1802/2002                  | E21                             | E21                             | E21                             | E21                             | E21                             | E21                             | E21                             | E21                             | E30                             | E30                             | E30                             | E30                             | E30                             | E30                             | E30                             | E30                             | E30                             | E36                             | E36                             | E36                             | E36                             | E36                             | E36                             | E36                             | E46                             | E46                             | E46                             | E46                             | E46                             | E46                             | E46                             | E90-E93                         | E90-E93                         | E90-E93                         | E90-E93                         | E90-E93                         | E90-E93                         | F30-F31                         | F30-F31                         | F30-F31                         | F30-F31                         | F30-F31                         | F30-F31                         | F30-F31                         | G20                             | G20                             | G20                             | G20                             | G20                             | G20                             |                                 |                                 |
| Middenklasse                    | 3 GT                            |                                 |                                 |                                 |                                 |                                 |                                 |                                 |                                 |                                 |                                 |                                 |                                 |                                 |                                 |                                 | 1600 GT                         | 1600 GT                         |                                 |                                 |                                 |                                 |                                 |                                 |                                 |                                 |                                 |                                 |                                 |                                 |                                 |                                 |                                 |                                 |                                 |                                 |                                 |                                 |                                 |                                 |                                 |                                 |                                 |                                 |                                 |                                 |                                 |                                 |                                 |                                 |                                 |                                 |                                 |                                 |                                 |                                 |                                 |                                 |                                 |                                 |                                 |                                 | F34                             | F34                             | F34                             | F34                             | F34                             | F34                             | F34                             | F34                             |                                 |                                 |                                 |                                 |                                 |                                 |
| Hogere Middenklasse             | 5                               |                                 |                                 |                                 |                                 |                                 |                                 |                                 |                                 |                                 | 1500/1800/2000                  | 1500/1800/2000                  | 1500/1800/2000                  | 1500/1800/2000                  | 1500/1800/2000                  | 1500/1800/2000                  | 1500/1800/2000                  | 1500/1800/2000                  | 1500/1800/2000                  | 1500/1800/2000                  | 1500/1800/2000                  | 1500/1800/2000                  | E12                             | E12                             | E12                             | E12                             | E12                             | E12                             | E12                             | E12                             | E28                             | E28                             | E28                             | E28                             | E28                             | E28                             | E28                             | E34                             | E34                             | E34                             | E34                             | E34                             | E34                             | E34                             | E34                             | E39                             | E39                             | E39                             | E39                             | E39                             | E39                             | E39                             | E60-E62                         | E60-E62                         | E60-E62                         | E60-E62                         | E60-E62                         | E60-E62                         | E60-E62                         | F10                             | F10                             | F10                             | F10                             | F10                             | F10                             | G30                             | G30                             | G30                             | G30                             | G30                             | G30                             | G30                             | G60                             | G60                             |                                 |                                 |
| Hogere Middenklasse             | 5 GT                            |                                 |                                 |                                 |                                 |                                 |                                 |                                 |                                 |                                 |                                 |                                 |                                 |                                 |                                 |                                 |                                 |                                 |                                 |                                 |                                 |                                 |                                 |                                 |                                 |                                 |                                 |                                 |                                 |                                 |                                 |                                 |                                 |                                 |                                 |                                 |                                 |                                 |                                 |                                 |                                 |                                 |                                 |                                 |                                 |                                 |                                 |                                 |                                 |                                 |                                 |                                 |                                 |                                 |                                 |                                 |                                 |                                 |                                 | F07                             | F07                             | F07                             | F07                             | F07                             | F07                             |                                 |                                 |                                 |                                 |                                 |                                 |                                 |                                 |                                 |                                 |                                 |
| Topklasse                       | 7                               | 501/502/2.6/3.2/2600/3200       | 501/502/2.6/3.2/2600/3200       | 501/502/2.6/3.2/2600/3200       | 501/502/2.6/3.2/2600/3200       | 501/502/2.6/3.2/2600/3200       | 501/502/2.6/3.2/2600/3200       | 501/502/2.6/3.2/2600/3200       | 501/502/2.6/3.2/2600/3200       | 501/502/2.6/3.2/2600/3200       | 501/502/2.6/3.2/2600/3200       | 501/502/2.6/3.2/2600/3200       | 501/502/2.6/3.2/2600/3200       | 501/502/2.6/3.2/2600/3200       |                                 |                                 |                                 | E3                              | E3                              | E3                              | E3                              | E3                              | E3                              | E3                              | E3                              | E3                              | E3                              | E23                             | E23                             | E23                             | E23                             | E23                             | E23                             | E23                             | E23                             | E23                             | E32                             | E32                             | E32                             | E32                             | E32                             | E32                             | E32                             | E32                             | E38                             | E38                             | E38                             | E38                             | E38                             | E38                             | E65/E66                         | E65/E66                         | E65/E66                         | E65/E66                         | E65/E66                         | E65/E66                         | E65/E66                         | F01/F02                         | F01/F02                         | F01/F02                         | F01/F02                         | F01/F02                         | F01/F02                         | F01/F02                         | G11                             | G11                             | G11                             | G11                             | G11                             | G11                             | G11                             | G70                             | G70                             | G70                             |                                 |                                 |
| Coupé                           | 2                               |                                 |                                 |                                 |                                 |                                 |                                 |                                 |                                 |                                 |                                 |                                 |                                 |                                 |                                 |                                 |                                 |                                 |                                 |                                 |                                 |                                 |                                 |                                 |                                 |                                 |                                 |                                 |                                 |                                 |                                 |                                 |                                 |                                 |                                 |                                 |                                 |                                 |                                 |                                 |                                 |                                 |                                 |                                 |                                 |                                 |                                 |                                 |                                 |                                 |                                 |                                 |                                 |                                 |                                 |                                 |                                 |                                 |                                 |                                 |                                 |                                 | F22                             | F22                             | F22                             | F22                             | F22                             | F22                             | F22                             | F22                             | G42                             | G42                             | G42                             | G42                             | G42                             | G42                             |
| Coupé                           | 4                               |                                 |                                 |                                 |                                 |                                 |                                 |                                 |                                 |                                 |                                 |                                 |                                 |                                 |                                 |                                 |                                 |                                 |                                 |                                 |                                 |                                 |                                 |                                 |                                 |                                 |                                 |                                 |                                 |                                 |                                 |                                 |                                 |                                 |                                 |                                 |                                 |                                 |                                 |                                 |                                 |                                 |                                 |                                 |                                 |                                 |                                 |                                 |                                 |                                 |                                 |                                 |                                 |                                 |                                 |                                 |                                 |                                 |                                 |                                 |                                 |                                 | F32                             | F32                             | F32                             | F32                             | F32                             | F32                             | F32                             | G22                             | G22                             | G22                             | G22                             | G22                             |                                 |                                 |
| Coupé                           | 4                               |                                 |                                 |                                 |                                 |                                 |                                 |                                 |                                 |                                 |                                 |                                 |                                 |                                 |                                 |                                 |                                 |                                 |                                 |                                 |                                 |                                 |                                 |                                 |                                 |                                 |                                 |                                 |                                 |                                 |                                 |                                 |                                 |                                 |                                 |                                 |                                 |                                 |                                 |                                 |                                 |                                 |                                 |                                 |                                 |                                 |                                 |                                 |                                 |                                 |                                 |                                 |                                 |                                 |                                 |                                 |                                 |                                 |                                 |                                 |                                 |                                 |                                 |                                 |                                 |                                 |                                 |                                 | i4 (G26)                        |                                 |                                 |                                 |                                 |                                 |                                 |                                 |
| Coupé                           | 6                               |                                 |                                 |                                 |                                 |                                 |                                 |                                 |                                 |                                 |                                 |                                 |                                 |                                 | 2000 CS                         | 2000 CS                         | 2000 CS                         | 2000 CS                         | E9                              | E9                              | E9                              | E9                              | E9                              | E9                              | E9                              | E24                             | E24                             | E24                             | E24                             | E24                             | E24                             | E24                             | E24                             | E24                             | E24                             | E24                             | E24                             | E24                             | E24                             |                                 |                                 |                                 |                                 |                                 |                                 |                                 |                                 |                                 |                                 |                                 |                                 |                                 |                                 | E63/E64                         | E63/E64                         | E63/E64                         | E63/E64                         | E63/E64                         | E63/E64                         | E63/E64                         | F12/F13                         | F12/F13                         | F12/F13                         | F12/F13                         | F12/F13                         | F12/F13                         | G32                             | G32                             | G32                             | G32                             | G32                             | G32                             | G32                             |                                 |                                 |                                 |
| Coupé                           | 8                               |                                 |                                 |                                 |                                 |                                 |                                 |                                 |                                 |                                 |                                 | 3200 CS                         | 3200 CS                         | 3200 CS                         |                                 |                                 | Glas 3000 V8                    | Glas 3000 V8                    |                                 |                                 |                                 |                                 |                                 |                                 |                                 |                                 |                                 |                                 |                                 |                                 |                                 |                                 |                                 |                                 |                                 |                                 |                                 |                                 | E31                             | E31                             | E31                             | E31                             | E31                             | E31                             | E31                             | E31                             | E31                             | E31                             | E31                             |                                 |                                 |                                 |                                 |                                 |                                 |                                 |                                 |                                 |                                 |                                 |                                 |                                 |                                 |                                 |                                 |                                 |                                 | G15                             | G15                             | G15                             | G15                             | G15                             | G15                             | G15                             |                                 |                                 |
| Roadsters                       | Z                               |                                 |                                 |                                 |                                 |                                 |                                 |                                 |                                 |                                 |                                 |                                 |                                 |                                 |                                 |                                 |                                 |                                 |                                 |                                 |                                 |                                 |                                 |                                 |                                 |                                 |                                 |                                 |                                 |                                 |                                 |                                 |                                 |                                 |                                 |                                 |                                 | Z1 (E30)                        | Z1 (E30)                        | Z1 (E30)                        | Z1 (E30)                        |                                 |                                 |                                 |                                 | Z3 (E36)                        | Z3 (E36)                        | Z3 (E36)                        | Z3 (E36)                        | Z3 (E36)                        | Z3 (E36)                        | Z3 (E36)                        | Z4 (E85/E86)                    | Z4 (E85/E86)                    | Z4 (E85/E86)                    | Z4 (E85/E86)                    | Z4 (E85/E86)                    | Z4 (E85/E86)                    | Z4 (E89)                        | Z4 (E89)                        | Z4 (E89)                        | Z4 (E89)                        | Z4 (E89)                        | Z4 (E89)                        | Z4 (E89)                        |                                 |                                 | Z4 (G29)                        | Z4 (G29)                        | Z4 (G29)                        | Z4 (G29)                        | Z4 (G29)                        | Z4 (G29)                        | Z4 (G29)                        |                                 |                                 |
| Roadsters                       | Z                               |                                 |                                 |                                 |                                 |                                 |                                 |                                 |                                 |                                 |                                 |                                 |                                 |                                 |                                 |                                 |                                 |                                 |                                 |                                 |                                 |                                 |                                 |                                 |                                 |                                 |                                 |                                 |                                 |                                 |                                 |                                 |                                 |                                 |                                 |                                 |                                 |                                 |                                 |                                 |                                 |                                 |                                 |                                 |                                 |                                 |                                 | Z8 (E52)                        |                                 |                                 |                                 |                                 |                                 |                                 |                                 |                                 |                                 |                                 |                                 |                                 |                                 |                                 |                                 |                                 |                                 |                                 |                                 |                                 |                                 |                                 |                                 |                                 |                                 |                                 |                                 |                                 |
| Sportwagens                     |                                 |                                 |                                 |                                 |                                 | 503/507                         | 503/507                         | 503/507                         | 503/507                         |                                 |                                 |                                 |                                 |                                 |                                 |                                 |                                 |                                 |                                 |                                 |                                 |                                 |                                 |                                 |                                 |                                 |                                 | M1                              | M1                              | M1                              | M1                              |                                 |                                 |                                 |                                 |                                 |                                 |                                 |                                 |                                 |                                 |                                 |                                 |                                 |                                 |                                 |                                 |                                 |                                 |                                 |                                 |                                 |                                 |                                 |                                 |                                 |                                 |                                 |                                 |                                 |                                 |                                 |                                 | i8 (I12/I15)                    | i8 (I12/I15)                    | i8 (I12/I15)                    | i8 (I12/I15)                    | i8 (I12/I15)                    | i8 (I12/I15)                    | i8 (I12/I15)                    |                                 |                                 |                                 |                                 |                                 |                                 |
| MPV                             | 2                               |                                 |                                 |                                 |                                 |                                 |                                 |                                 |                                 |                                 |                                 |                                 |                                 |                                 |                                 |                                 |                                 |                                 |                                 |                                 |                                 |                                 |                                 |                                 |                                 |                                 |                                 |                                 |                                 |                                 |                                 |                                 |                                 |                                 |                                 |                                 |                                 |                                 |                                 |                                 |                                 |                                 |                                 |                                 |                                 |                                 |                                 |                                 |                                 |                                 |                                 |                                 |                                 |                                 |                                 |                                 |                                 |                                 |                                 |                                 |                                 |                                 |                                 | F45/F46                         | F45/F46                         | F45/F46                         | F45/F46                         | F45/F46                         | F45/F46                         | F45/F46                         | F45/F46                         | U06                             | U06                             | U06                             |                                 |                                 |
| SUV                             | X1                              |                                 |                                 |                                 |                                 |                                 |                                 |                                 |                                 |                                 |                                 |                                 |                                 |                                 |                                 |                                 |                                 |                                 |                                 |                                 |                                 |                                 |                                 |                                 |                                 |                                 |                                 |                                 |                                 |                                 |                                 |                                 |                                 |                                 |                                 |                                 |                                 |                                 |                                 |                                 |                                 |                                 |                                 |                                 |                                 |                                 |                                 |                                 |                                 |                                 |                                 |                                 |                                 |                                 |                                 |                                 |                                 |                                 |                                 | E84                             | E84                             | E84                             | E84                             | E84                             | E84                             | F48                             | F48                             | F48                             | F48                             | F48                             | F48                             | U11                             | U11                             | U11                             |                                 |                                 |
| SUV                             | X1                              |                                 |                                 |                                 |                                 |                                 |                                 |                                 |                                 |                                 |                                 |                                 |                                 |                                 |                                 |                                 |                                 |                                 |                                 |                                 |                                 |                                 |                                 |                                 |                                 |                                 |                                 |                                 |                                 |                                 |                                 |                                 |                                 |                                 |                                 |                                 |                                 |                                 |                                 |                                 |                                 |                                 |                                 |                                 |                                 |                                 |                                 |                                 |                                 |                                 |                                 |                                 |                                 |                                 |                                 |                                 |                                 |                                 |                                 |                                 |                                 |                                 |                                 |                                 |                                 |                                 |                                 |                                 |                                 | iX1 (U11)                       |                                 |                                 |                                 |                                 |                                 |                                 |
| SUV                             | X2                              |                                 |                                 |                                 |                                 |                                 |                                 |                                 |                                 |                                 |                                 |                                 |                                 |                                 |                                 |                                 |                                 |                                 |                                 |                                 |                                 |                                 |                                 |                                 |                                 |                                 |                                 |                                 |                                 |                                 |                                 |                                 |                                 |                                 |                                 |                                 |                                 |                                 |                                 |                                 |                                 |                                 |                                 |                                 |                                 |                                 |                                 |                                 |                                 |                                 |                                 |                                 |                                 |                                 |                                 |                                 |                                 |                                 |                                 |                                 |                                 |                                 |                                 |                                 |                                 |                                 |                                 | F39                             | F39                             | F39                             | F39                             | F39                             | F39                             | U10                             |                                 |                                 |
| SUV                             | X2                              |                                 |                                 |                                 |                                 |                                 |                                 |                                 |                                 |                                 |                                 |                                 |                                 |                                 |                                 |                                 |                                 |                                 |                                 |                                 |                                 |                                 |                                 |                                 |                                 |                                 |                                 |                                 |                                 |                                 |                                 |                                 |                                 |                                 |                                 |                                 |                                 |                                 |                                 |                                 |                                 |                                 |                                 |                                 |                                 |                                 |                                 |                                 |                                 |                                 |                                 |                                 |                                 |                                 |                                 |                                 |                                 |                                 |                                 |                                 |                                 |                                 |                                 |                                 |                                 |                                 |                                 |                                 |                                 |                                 |                                 | iX2 (U10)                       |                                 |                                 |                                 |                                 |
| SUV                             | X3                              |                                 |                                 |                                 |                                 |                                 |                                 |                                 |                                 |                                 |                                 |                                 |                                 |                                 |                                 |                                 |                                 |                                 |                                 |                                 |                                 |                                 |                                 |                                 |                                 |                                 |                                 |                                 |                                 |                                 |                                 |                                 |                                 |                                 |                                 |                                 |                                 |                                 |                                 |                                 |                                 |                                 |                                 |                                 |                                 |                                 |                                 |                                 |                                 |                                 |                                 |                                 |                                 | E83                             | E83                             | E83                             | E83                             | E83                             | E83                             | E83                             | E83                             | F25                             | F25                             | F25                             | F25                             | F25                             | F25                             | G01                             | G01                             | G01                             | G01                             | G01                             | G01                             | G01                             |                                 |                                 |
| SUV                             | X3                              |                                 |                                 |                                 |                                 |                                 |                                 |                                 |                                 |                                 |                                 |                                 |                                 |                                 |                                 |                                 |                                 |                                 |                                 |                                 |                                 |                                 |                                 |                                 |                                 |                                 |                                 |                                 |                                 |                                 |                                 |                                 |                                 |                                 |                                 |                                 |                                 |                                 |                                 |                                 |                                 |                                 |                                 |                                 |                                 |                                 |                                 |                                 |                                 |                                 |                                 |                                 |                                 |                                 |                                 |                                 |                                 |                                 |                                 |                                 |                                 |                                 |                                 |                                 |                                 |                                 |                                 | iX3 (G08)                       |                                 |                                 |                                 |                                 |                                 |                                 |                                 |                                 |
| SUV                             | X4                              |                                 |                                 |                                 |                                 |                                 |                                 |                                 |                                 |                                 |                                 |                                 |                                 |                                 |                                 |                                 |                                 |                                 |                                 |                                 |                                 |                                 |                                 |                                 |                                 |                                 |                                 |                                 |                                 |                                 |                                 |                                 |                                 |                                 |                                 |                                 |                                 |                                 |                                 |                                 |                                 |                                 |                                 |                                 |                                 |                                 |                                 |                                 |                                 |                                 |                                 |                                 |                                 |                                 |                                 |                                 |                                 |                                 |                                 |                                 |                                 |                                 |                                 | F26                             | F26                             | F26                             | F26                             | G02                             | G02                             | G02                             | G02                             | G02                             | G02                             | G02                             |                                 |                                 |
| SUV                             | X5                              |                                 |                                 |                                 |                                 |                                 |                                 |                                 |                                 |                                 |                                 |                                 |                                 |                                 |                                 |                                 |                                 |                                 |                                 |                                 |                                 |                                 |                                 |                                 |                                 |                                 |                                 |                                 |                                 |                                 |                                 |                                 |                                 |                                 |                                 |                                 |                                 |                                 |                                 |                                 |                                 |                                 |                                 |                                 |                                 |                                 |                                 |                                 | E53                             | E53                             | E53                             | E53                             | E53                             | E53                             | E53                             | E70                             | E70                             | E70                             | E70                             | E70                             | E70                             | E70                             | F15                             | F15                             | F15                             | F15                             | F15                             | G05                             | G05                             | G05                             | G05                             | G05                             | G05                             | G05                             |                                 |                                 |
| SUV                             | X6                              |                                 |                                 |                                 |                                 |                                 |                                 |                                 |                                 |                                 |                                 |                                 |                                 |                                 |                                 |                                 |                                 |                                 |                                 |                                 |                                 |                                 |                                 |                                 |                                 |                                 |                                 |                                 |                                 |                                 |                                 |                                 |                                 |                                 |                                 |                                 |                                 |                                 |                                 |                                 |                                 |                                 |                                 |                                 |                                 |                                 |                                 |                                 |                                 |                                 |                                 |                                 |                                 |                                 |                                 |                                 |                                 | E71                             | E71                             | E71                             | E71                             | E71                             | E71                             | F16                             | F16                             | F16                             | F16                             | F16                             | F16                             | G06                             | G06                             | G06                             | G06                             | G06                             |                                 |                                 |
| SUV                             | X7                              |                                 |                                 |                                 |                                 |                                 |                                 |                                 |                                 |                                 |                                 |                                 |                                 |                                 |                                 |                                 |                                 |                                 |                                 |                                 |                                 |                                 |                                 |                                 |                                 |                                 |                                 |                                 |                                 |                                 |                                 |                                 |                                 |                                 |                                 |                                 |                                 |                                 |                                 |                                 |                                 |                                 |                                 |                                 |                                 |                                 |                                 |                                 |                                 |                                 |                                 |                                 |                                 |                                 |                                 |                                 |                                 |                                 |                                 |                                 |                                 |                                 |                                 |                                 |                                 |                                 |                                 | G07                             | G07                             | G07                             | G07                             | G07                             | G07                             | G07                             |                                 |                                 |
| SUV                             | iX                              |                                 |                                 |                                 |                                 |                                 |                                 |                                 |                                 |                                 |                                 |                                 |                                 |                                 |                                 |                                 |                                 |                                 |                                 |                                 |                                 |                                 |                                 |                                 |                                 |                                 |                                 |                                 |                                 |                                 |                                 |                                 |                                 |                                 |                                 |                                 |                                 |                                 |                                 |                                 |                                 |                                 |                                 |                                 |                                 |                                 |                                 |                                 |                                 |                                 |                                 |                                 |                                 |                                 |                                 |                                 |                                 |                                 |                                 |                                 |                                 |                                 |                                 |                                 |                                 |                                 |                                 |                                 |                                 |                                 | I20                             | I20                             | I20                             | I20                             |                                 |                                 |